# 麓集落

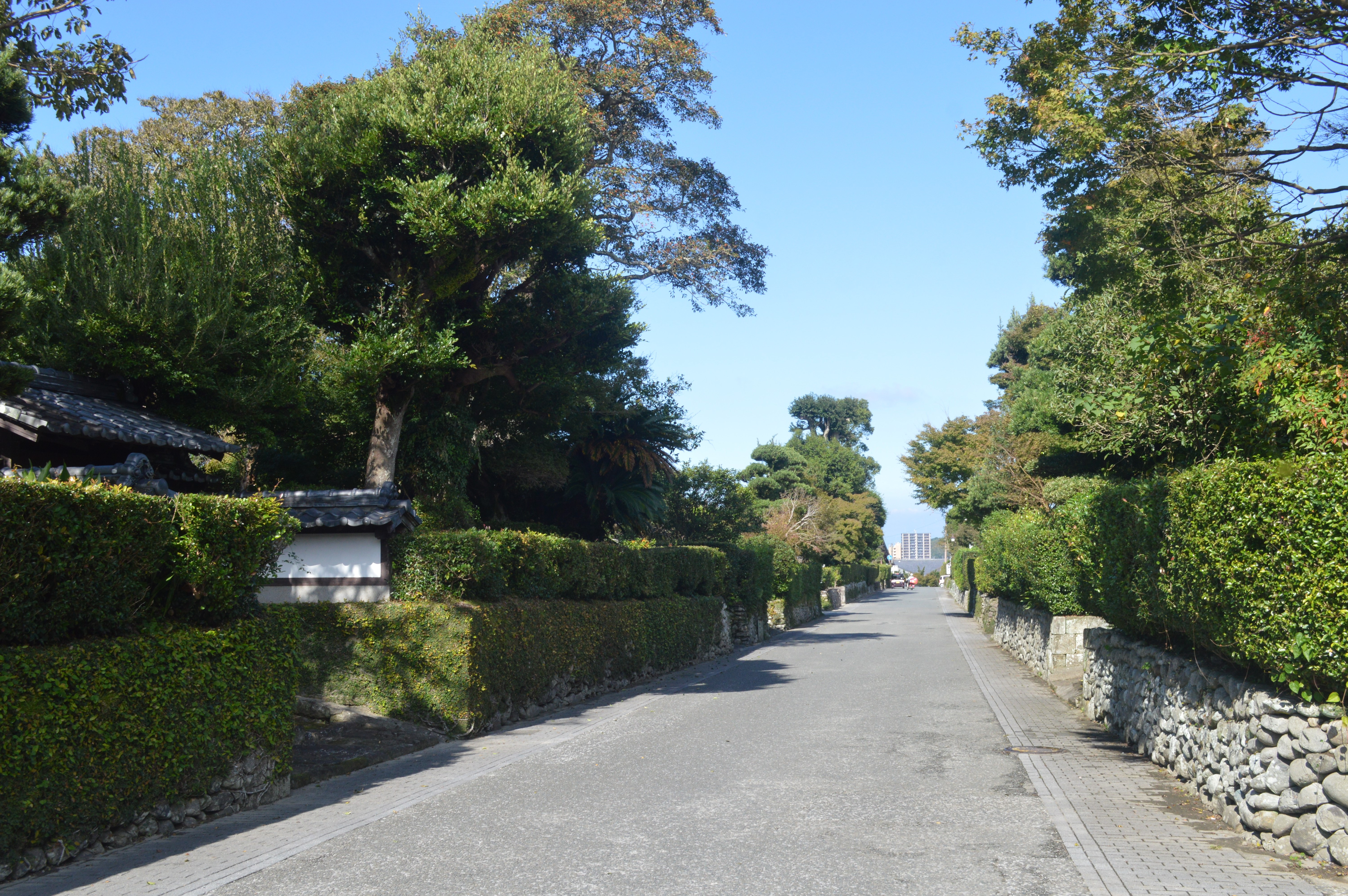
出水麓

麓集落（ふもとしゅうらく）とは、薩摩藩の外城制度において郷士が居住し、城下町的機能を有していた集落である。単に麓（ふもと）とも言う。
1889年の町村制実施後も村役場または小学校がおかれ、行政村の中心として機能し続けた。知覧麓（現南九州市）・入来麓（現薩摩川内市）・出水麓は国の重要伝統的建造物群保存地区に選定されている。
以下に列挙したのは、大字単位の地名として現存している地域（いずれも鹿児島県）。
- 鹿屋市吾平町麓（旧吾平町麓） - 鹿屋市吾平総合支所が所在。2006-2009年は鹿屋市の地域自治区「吾平町」内の大字「麓」、2010年以降は鹿屋市の大字「吾平町麓」扱いとなる。
- 垂水市牛根麓（旧牛根村麓） - 1914年の桜島噴火により役場は二川に移転。
- 霧島市溝辺町麓（旧溝辺町麓） - 麓集落は後に有川へ移転。
- 錦江町田代麓（旧田代町麓） - 錦江町役場田代支所が所在。

以下に列挙したのは、大字として存在した後に改称された地域。
- 高城町麓（現薩摩川内市高城町）
- 敷根村麓（現霧島市国分敷根）

この他小字として現存している地域も存在する。